# ドー・ムオイ

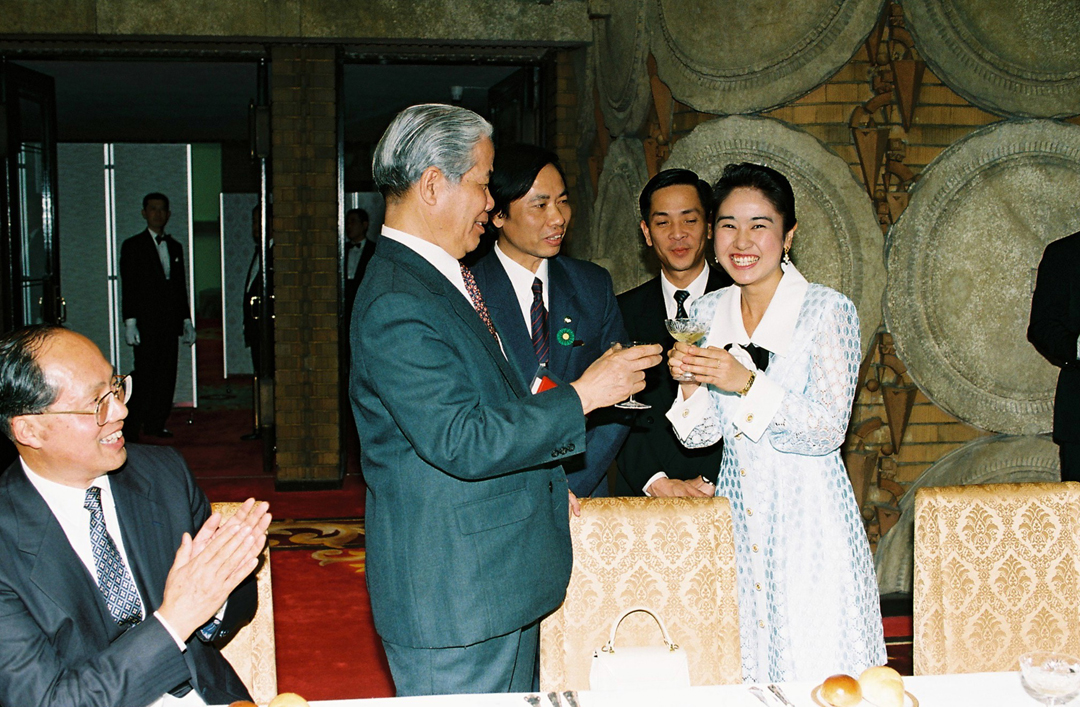
首相官邸にて行われた来日歓迎晩さん会にて小林綾子と（1995年撮影）

ドー・ムオイ（杜 𨑮、ベトナム語：Đỗ Mười / 杜𨑮、1917年2月2日 - 2018年10月1日）は、ベトナムの政治家。本名はグエン・ズィ・コン（Nguyễn Duy Cống, 阮維貢）。第3代ベトナム社会主義共和国首相や第4代ベトナム共産党中央執行委員会書記長を務めた。

## 経歴
ドー・ムオイは1917年、ハノイの農家に生まれた。漆職人や左官をしたという。1939年、インドシナ共産党に加入。1941年、フランス植民地当局に逮捕され、禁固10年の判決を受けるが、1945年に脱獄。
その後、ハドン省党委員会書記、ハナム省党委員会書記、ナムディン省主席兼党委員会書記、第3連区党委員会委員兼ニンビン省党委員会書記を歴任。1952年、ベトナム労働党第2回党大会において党中央委員候補に選出。1955年、ハイフォン市党委員会書記兼軍政委員会主席に任命。同年3月、党中央委員に昇格した。
1958年4月、ファム・ヴァン・ドン内閣の商業相に任命。1960年9月の第3回党大会において中央委員に再選出。1961年1月、商業相を解任。1967年から1968年、国家物価委員会主任、政府監察団団長。1969年から1973年、副首相兼国家基本建設委員会主任。1973年6月14日から1976年、副首相兼建設相。
1976年、南北統一後も、引き続き政府副首相を務める。同年のベトナム共産党第4回党大会において党政治局員候補に選出。1978年1月20日、私営商工業改造委員会委員長を兼務し、南部における工場や商店の国有化・集団化を指揮した。
1981年、第7期第1回国会で、閣僚評議会副議長（副首相）。1982年3月、第5回党大会において、政治局員に選出。政治局序列第4位。1983年9月、国家エネルギー委員会委員長を兼務。1986年、第6回党大会において政治局員に再選。
1988年6月、ファム・フンの急逝による後継争いでヴォー・ヴァン・キエットに競り勝ち、第8期第3回国会において閣僚評議会議長（首相）に選出。
1991年6月27日、第7回党大会において、改革派のグエン・ヴァン・リンに代わり、ベトナム共産党中央委員会書記長に選出。北部の保守派、特に軍に対して声望があり、また調整型の人物であることから、改革派も受け入れられたことが選出の理由とされる。
1992年7月、第9期国会議員選挙において、ハノイ1区からの立候補で当選。しかし、得票率は80.29%で、必ずしも人気は高くなかった
カンボジア和平協定調印から2週間後の11月15日、高級代表団を率いて訪中し、中国の最高首脳と会談して中越の国交正常化を確認した。
1996年6月、第8回党大会において書記長に再選。
1997年12月29日、第8期党中央委員会第4回総会において書記長を退き、レ・ドゥック・アイン、ヴォー・ヴァン・キエットとともに、党中央委員会顧問に就任。2001年4月、第9回党大会において党顧問職が廃止され、引退した。
2018年10月1日、101歳で死去。